# Terminalia aubletii
Espèce
Classification phylogénétique
Synonymes
Selon GBIF (09/02/2022) :
- Buchenavia guianensis (Aubl.) Alwan & Stace[3]
- Myrobalanus pamaea (DC.) Kuntze
- Myrobalanus pamea Kuntze, 1891
- Pamea guianensis Aubl. - Basionyme
- Terminalia pamaea DC.
- Terminalia pamaea DC. ex Steud.
- Terminalia pamea DC.

Selon Tropicos (09/02/2022) :
- Buchenavia guianensis (Aubl.) Alwan & Stace[3]
- Pamea guianensis Aubl.

```
- 
Basionyme
```

Terminalia aubletii est une espèce de plantes à fleurs de la famille des Combretaceae. C'est arbre néotropical.

## Description
Terminalia aubletii est un arbre haut de 6-35(-?45) m, avec ou sans contreforts courts.
Les grandes feuilles mesurent jusqu'à (6-)13-47(-?50) x (2-)4-9,5 cm, et sont densément regroupées à l'extrémité de courts rameaux renflés, et de couleur vert olive au séchage. 
Elles sont coriaces, de forme oblancéolées à étroitement obovales-oblongues, à apex acuminé (long ou court) ou cuspidé à apiculé, et à base étroitement cunéiforme et souvent décurrente, glabres à très peu pubescentes à maturité ou parfois plus pubescentes sur les nervures principales, en particulier en dessous et sur les marges.
La nervation est eucamptodrome, avec la nervure médiane robuste, très saillante.
Les 8-20 paires de nervures secondaires sont modérément espacées à éloignées, naissant à des angles modérément à largement aigus, recourbées un peu ou seulement près de la base, saillantes.
On note parfois la présence de nervures inter-secondaires.
Les nervures tertiaires sont assez peu percurulentes.
La nervation d'ordre supérieur est distincte, avec des aréoles imparfaites à bien développées, et généralement proéminentes. 
Le pétiole est long de (0,5-) de 2-7 cm, glabre, et généralement non glanduleux. 
L'inflorescence est un épi long de 7-16, cm, avec un rachis pubescent long de 5-13 cm, et un pédoncule pubescent, devenant glabre à la fructification, long de 2-3 cm.
La fleur est longue de 3 à 5 mm. 
L'hypanthe inférieur est subglabre à densément pubescent, long de de 2 à 3,5 mm, se rétrécissant plutôt progressivement plus vers le col que sur sa longueur totale.
L(hypanthe supérieur glabre, mesure 1-1,5 x 2,5-3,3 mm. 
Les fruits sont étonnamment trigones, à surface rousse tachetée, glabre mais très rugueuse, striés, et pas ou à peine succulents, et mesurent jusqu'à 3-6,5 x 1,3-4 cm.
Ils sont de forme oblongue à oblongue-elliptique (vue de profil), subcylindrique ou à 6 angles (3 angles plus marqués alternant avec 3 autres), à apex arrondi, subaigu ou courtement apiculé, et à base arrondie à obtuse et sans pseudo-stipe.

Du fait de la ressemblance des feuilles, Terminalia aubletii a souvent été confondu avec d'autres espèces comme :
- Terminalia megalophylla (Van Heurck & Müll. Arg.) Gere & Boatwr. (espèce de forêt inondée),
- Terminalia nitidissima Rich.,
- Terminalia congesta (Ducke) Gere & Boatwr.,
- Terminalia macrophylla (Eichler) Gere & Boatwr. (espèce de forêt inondée), ou
- Terminalia pulcherrima (Exell & Stace) Gere & Boatwr.[6].

## Répartition
Terminalia aubletii est présent en Guyane et au Brésil dans les parties inférieures du bassin amazonien (Amapá, Pará, Amazonas),.

## Écologie
Terminalia aubletii est un arbre poussant dans les forêts de terre ferme (non inondées). Il fleurit en septembre et fructifie de septembre à juillet.

## Protologue

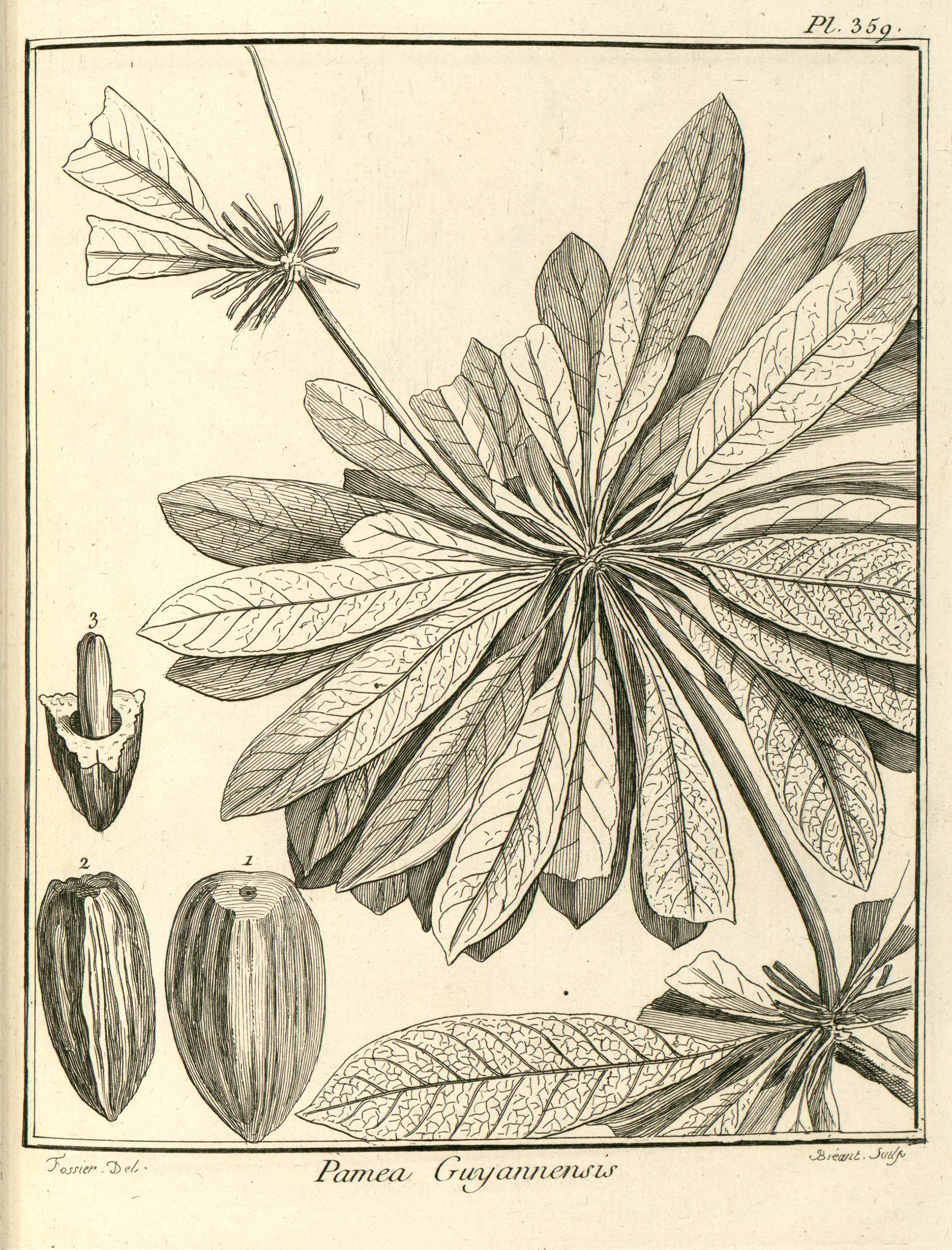
Terminalia aubletii par Aublet (1775)
Planche 359. - 1. Baie. - 2. Noyau. - 3. Noyau coupé. Amande.

En 1775, le botaniste Aublet propose le protologue suivant : 

« PAMEA Guianenſis. (Tabula 360.)

Arbor triginta-pedalis & ampliùs, ramos plures verticillatim diſpoſitos emittens. Folia numeroſa, longa, anguſta, acuminata, glabra, integerrima, ſeſſilia, verticillata ad nodos ramorum, plurimis ordinibus. Fructus racemoſi, ex axillis foliorum. Drupa rufeſcens, ſubtrigona, ovato-oblonga; carne ſucculentâ acidâ. Nux teſtâ fragili, coſtis roliatis, longitudinalibus aſperata, unilocularis. Semen amygdalinum dulce & edule. 
Fructum ferebat Septembri.
Habitat in territorio propè rivulum Gallion dictum.

LE PAMIER de la Guiane. (Plance 359.)
Le tronc de cet arbre s'élève a trente pieds & plus, ſur deux pieds & plus de diamètre. Son écorce eſt griſâtre, liſſe & gerſée. Son bois eſt blanc & caſſant. Il pouſſe à ſon ſommet pluſieurs branches, les unes droites & les autres inclinées & preſque horiſontales, qui s'étendent au loin, & ſe répandent en tous ſens. Ces branches ſont noueuſes & rameuſes ; leurs nœuds ſont fort écartés, garnis & entoures de pluſieurs rangs de feuilles placées près à près. 
Les feuilles ſont entières ; oblongues, ovales, liſſes, vertes, ovoïdes, ondées a leurs bords, terminées en pointe. Leur pédicule eſt plus ou moins long, & de trois pouces a quelques-unes. Il eſt convexe en deſſous, applati en deſſus, & comme bordé d'un petit feuillet qui eſt la continuation de la feuille. Les plus grandes feuilles ont ſeize pouces de longueur, ſur quatre de largeur. elles ſont partagées dans toute leur longueur par une nervure ſaillante en deſſous. 
Je n'ai pas pu obſerver les fleurs de cet arbre. Ses fruits étoient ramaſſés en grappes portées ſur un long pédoncule qui ſortoit  d'entre les feuilles. 
Le fruit eſt repréſenté de grandeur naturelle. Il étoit attaché au calice, lequel étoit diviſé en trois parties larges & obtuses. 
C'eſt une baie oblongue & triangulaire, épaiſſe, feuilletée & caſſante. Elle contient une amande oblongue, à deux cotylédons. Cette amande eſt bonne à manger. 
Cet arbre croît dans les forêts, & près de la ſource de la crique du Gallion, qui coule au bas de la montagne Serpent. 
II étoit en fruit dans le mois de Septembre. 
Cet arbre a beaucoup de rapport, par l'arrangement de ſes feuilles & de ſon fruit, avec un arbre figuré dans l’Hortus Malabaricus nommé ADAMARAM, t.4 .tab.5. & CATAPPU par RUMPH. Herb. Amb. t. 1.
M. Linnaeus en a fait un genre particulier ſous le nom de TERMINALIA, Syft. Nat. Mam. pdg. 21 & pag. 128.
Ce même arbre eſt cultivé à l’lſle de France, au jardin du Réduit, & il eſt appellé BADAMIER. Il eſt auſſi cultivé à l'Iſle de Bourbon, ou il eſt connu ſous le même nom. Ces amandes ſont bonnes à manger, & ſe fervent ſur les meilleures tables du pays. »

— Fusée-Aublet, 1775.